# Dingir
Dingir - це другий студійний альбом американського Дезкор гурту Rings of Saturn. Як і в попередньому в ролі продюсера виступив Боб Свенсон записувавмя альбом на Mayhemness Studios в місті  Сакраменто, Каліфорнія. Спочатку він був повинен був вийти 20 
листопада 2012 року, але через деякі юридичні 
проблеми, реліз був перенесений до 5 лютого
2013 року..
До початку релізу вокаліст завантажив версію альбому на його YouTube канал, поряд з посиланням для завантаження. Це перший альбом з Яном Бірером в ролі вокаліста, Джоела Оманса на гітарі, Шона Мартінеса на бас-гітарі, і Ян Бейкер на барабанах після того як Пітер Полак і Брент Сіллетто вийшли з групи

## Композиції
| #     | Назва                      | Тривалість |
| ----- | -------------------------- | ---------- |
| 1.    | «Objective to Harvest»     | 4:04       |
| 2.    | «Galactic Cleansing»       | 3:27       |
| 3.    | «Shards of Scorched Flesh» | 3:08       |
| 4.    | «Dingir»                   | 3:35       |
| 5.    | «Faces Imploding»          | 5:50       |
| 6.    | «Peeling Arteries»         | 4:05       |
| 7.    | «Hyperforms»               | 3:50       |
| 8.    | «Fruitless Existence»      | 3:13       |
| 9.    | «Immaculate Order»         | 4:36       |
| 10.   | «Utopia» (Instrumental)    | 5:26       |
| 41:38 |                            |            |

## Учасники запису
Rings of Saturn
- Ян Бірер - Вокал
- Лукас Менн - Гітара
- Джоуел Оманс - Гітара
- Шон мартінез - Бас-гітара
- Ян Бейкер - Ударні

Інші
- Боб Свенсон - продюсер